# Pati de sa Lluna
El pati de sa Lluna és el claustre d'un antic convent franciscà, el convent de Sant Dídac, situat a Alaior (Menorca). Construït de 1629 i fins a final del segle xvii al carrer des Banyer, inicialment era als afores de la ciutat. L'any 1853, després d'haver estat ocupat durant nou anys per un destacament militar, es van habilitar els interiors del convent per fer-ne habitatges. El 2005, el govern Balear ha comprat l'edifici i d'ençà el Consell de Menorca treballa per a recuperar l'edifici per a ús cultural.

## Història

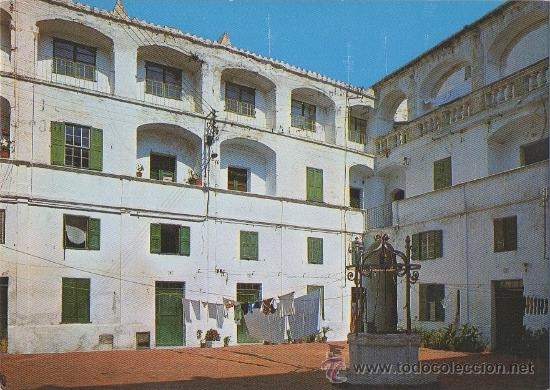
Vista antiga

Fou el 1629 quan es va beneir la primera pedra d’aquest conjunt arquitectònic dedicat a sant Dídac (Diego). Aquest convent va albergar un grup de monjos franciscans que es van establir a Alaior per respondre a les necessitats de la creixent comunitat cristiana del poble. La seva feina es va desenvolupar en aquest sentit fins al 1835, any en què la desamortització del convent ho convertirà primer en caserna militar i després en vivendes populars. Funcions que en van deformar de mica en mica l'aspecte original.
El 1993, el «Pati de sa Lluna» i el Convant de Sant Diego van ser declarat Bé d'Interès Cultural. Ja des dels anys 1970 s'hi feien molts d'actes. Antigament es deia «sa Lluna», i ara a la porta hi ha una lluna. Amb aquest primer reconeixement i la compra de l'immoble per part de l'Administració pública comença a recobrar la funció original: ser un ambient del poble on un es pugui trobar, aprendre…
L'edifici era habitat sense interrupció fins que les autoritats varen decidir reformar-lo l'any 2008. Varen fer els plans i varen començar les reformes, però entre una cosa i una altra varen tardar molt en acabar el projecte. Així que varen acabar el projecte el 15 de juliol del 2016, amb un sobrecost de 2,1 milions d'euros, un 30% més que previst, el límit legal de desviació del pressupost, prop de 4, 9 milions. La impossibilitat de continuar injectant fons en aquest projecte farà que finalitzi sense que s'hagin pogut executar totes les intervencions previstes, treballs valorats en 250.000 euros.
D'aquesta construcció se'n van encarregar la Construccions Olives i Copcisa, però no les van començar fins que no varen tenir tots els doblers per acabar el projecte complet. La renovació va durar 16 mesos. Després d'aquesta restauració al 2017 obriran l'edifici sencer, perquè els ciutadans puguin veure el resultat del treball de restauració.

## La popularització de «Sa Lluna»
A final dels anys 70 del segle xx, en plena Transició, es varen començar a organitzar actes durant l'estiu en el pati des Convent, tot aprofitant les bones condicions que reunien l'espai. Van ser els «Festivals d'Estiu» que més endavant rebrien el nom de «Festes dins sa Lluna». Hi van actuar els cantautors i grups més destacats d'aquell moment i molt especialment els que maldaven per recuperar la cultura tradicional de Menorca. Gràcies a aquests actes, l'espai adquiriria una notable popularització i fins i tot seria un escenari idoni per a altres activitats estiuenques, com ara un míting polític, una subhasta d'art, una taula rodona o fins i tot el pregó de Sant Llorenç. D'aquesta manera, els programes anunciarien que tal o tal acte se celebraria al pati des Convent o, sobretot, al pati de sa Lluna, entenent sempre pati com l'espai exterior o antic claustre que es convertia per uns dies en un auditori a l'aire lliure.

## Proposta d'usos
L'ajuntament ha decidit que el 85% serà d'usos culturals, un 7% serà d'usos culturals i un 8% d'altres usos.
- Destinar una part del semisoterrani a espai expositiu i comercial, i una part a magatzems
- Integrar la nau de l'església al conjunt de l'equipament
- Disposar en planta baixa d'espais expositius, espai comercial, espai per actes, recepció i espais polivalents
- Destinar la planta primera a espai expositiu sobre l'etnologia i la indústria del calçat d'Alaior
- Destinar la planta segona i l'entresolat a la creació del Centre de la Cultura Gastronòmica de Menorca